# Polycitor translucidus
Polycitor translucidus är en sjöpungsart som beskrevs av Kott 1957. Polycitor translucidus ingår i släktet Polycitor och familjen Polycitoridae. Inga underarter finns listade i Catalogue of Life.